# Uta Poplutz
Uta Poplutz (* 1971 in Berlin) ist eine deutsche römisch-katholische Theologin.
Poplutz legte 1991 das Abitur am Gymnasium Petrinum Brilon ab. Sie studierte von 1992 bis 1997 römisch-katholische Theologie und Philosophie an der Universität Würzburg. Im Jahr 1997 legte sie das Diplomexamen ab. Von 1998 bis 2004 war sie Assistentin am Lehrstuhl für Neutestamentliche Exegese an der Katholisch-Theologischen Fakultät der Universität Würzburg, an der sie 2003 auch mit einer von Bernhard Heininger betreuten Arbeit promoviert wurde. Von 2004 bis 2006 war sie Assistentin am Lehrstuhl für Neutestamentliche Exegese, Theologie und Hermeneutik am Biblischen Institut der Universität Zürich. Von 2006 bis 2009 war sie Oberassistentin am Lehrstuhl für Neutestamentliche Exegese, Theologie und Hermeneutik am Biblischen Institut der Universität Zürich. 
Im Jahr 2009 habilitierte sie sich an der Universität Luzern. Sie war Vertretungsprofessorin für Neues Testament an der Katholisch-Theologischen Fakultät der Universität Mainz (2009/2010) und für Biblische Theologie an der Fakultät für Geistes- und Kulturwissenschaften der Bergischen Universität Wuppertal (2010). Seit 2010 ist Poplutz dort Professorin für Biblische Theologie mit dem Schwerpunkt Exegese und Theologie des Neuen Testaments. Im Jahr 2023 hat sie den Ruf auf die Professur für Neutestamentliche Wissenschaften der Otto-Friedrich-Universität Bamberg angenommen und das Bleibeangebot der Bergischen Universität Wuppertal abgelehnt. 
Ihre Forschungsschwerpunkte liegen im Bereich der Religionsgeschichte und der Erzählforschung. Sie ist Mitglied im Zentrum für Erzählforschung, in der Wissenschaftlichen Gesellschaft für Theologie, im interdisziplinären Zentrum für Editions- und Dokumentwissenschaft. Sie ist Mitherausgeberin des Jahrbuchs für Biblische Theologie. Mit ihrer Dissertation legte sie eine motivgeschichtliche Studie zur Wettkampfmetaphorik bei Paulus vor.

## Schriften (Auswahl)
- Athlet des Evangeliums. Eine motivgeschichtliche Studie zur Wettkampfmetaphorik bei Paulus, Herder, Freiburg im Breisgau 2004. ISBN 978-3-451-28508-0
- Erzählte Welt. Narratologische Studien zum Matthäusevangelium, Neukirchner, Neukirchen-Vluyn 2008. ISBN 978-3-7887-2331-6
- Eine universale Jesusgeschichte. Das Matthäusevangelium, Kath. Bibelwerk, Stuttgart 2011. ISBN 978-3-940743-88-6